# Max Alwin Liebers
Max Alwin Liebers (* 20. Januar 1879 in Chemnitz; † 1956 in Leipzig) war ein deutscher Mediziner.

## Leben
Liebers war der Sohn des Chemnitzer Polizeireferendars Alwin Liebers und dessen Frau Emma, geborene Damm. Er war mit Josephine, geborene Ulrich, verheiratet.
Liebers studierte von 1898 bis 1904 Medizin in Leipzig. Anschließend arbeitete er als Anstaltsarzt an der Landesanstalt Leipzig-Dösen. 1925 wurde er stellvertretender Direktor an der Landesanstalt Hochweitzschen. 1929 wurde er zum Direktor der Landesanstalt Zschadraß berufen. Zum 1. August 1935 trat Liebers der NSDAP bei (Mitgliedsnummer 3.693.795).
Von 1938 bis 1939 leitete er die wiedereröffnete Landesanstalt Colditz. 1938 berichtete Liebers über die Lungenerkrankungen der Patienten aufgrund der Wohnverhältnisse und mangelhaften Ernährung: „Selbstverständlich ist diese negative Auslese unter den Idioten durch die Tuberkulose an und für sich, da es sich doch um lebensunwertes Leben handelt, nicht zu bedauern. Man muß aber auch an das gesamte Pflegepersonal denken und diese ganzen Fragen von diesem Gesichtspunkt aus betrachten und regeln.“ Alle Landesanstalten waren ab April 1938 zu einer stark fett- und fleischreduzierten Kost verpflichtet worden. Liebers hatte die Rationen noch weiter reduziert, was ihn an die Spitze der Landesanstalten brachte. In den Akten war meist u. a. Marasmus als Todesursache angegeben.
Von 1941 bis 1943 war er Stabsarzt, ab 1943 Oberstabsarzt im Reserve-Lazarett Zschadraß.
1944 übernahm er die Leitung der psychiatrischen Abteilung des Stadt-Krankenhauses Plauen, bis er 1945 in den Ruhestand ging.
Im Dresdner Euthanasieprozess 1947 blieb er straffrei. Liebers hatte „angeforderte Kranke“ zur Abholung bereitstellen lassen, und „dadurch ihre Beseitigung gefördert, obwohl er den Zweck der Transporte schon 1940 oder Anfang 1941 erfahren hatte“. Liebers gab an: „Da uns von vorgesetzter Stelle versichert worden war, daß es sich um eine legale Aktion handele, habe ich die Vergasung für nichts Verbotenes und Strafbares gehalten. Unsere Anstaltsinsassen habe ich lediglich aus humanen, nicht aus rechtlichen Gründen nach Möglichkeit zurückgehalten.“ Mit den Zwangssterilisierungen der Anstaltsinsassen habe er nichts zu tun gehabt, sondern lediglich die Anordnungen der Gesundheitsämter weiterleiten lassen.
1954 wurde Max Liebers zum Mitglied der Leopoldina gewählt.